# Sabri Ameri
Sabri Ameri, né le 31 janvier 1993, est un footballeur tunisien évoluant au poste de milieu de terrain avec le Stade tunisien.

## Biographie
Avec la Jeunesse sportive kairouanaise, il joue 102 matchs en première division tunisienne, inscrivant cinq buts.